# 座旗增三
御夫座60，又名BD+38 1636，HD 50037、SAO 59576、HR 2541，是御夫座的一颗恒星，视星等为6.3，位于銀經177.83，銀緯16.79，其B1900.0坐标为赤經6h 46m 21.9s，赤緯+38° 16.79′ 46″。